# پیت آلخارت
پیت آلخارت (انگلیسی: Piet Allegaert؛ زادهٔ ۲۰ ژانویهٔ ۱۹۹۵ ‏(۳۰ سال)) دوچرخه‌سوار اهل بلژیک است.
از باشگاه‌هایی که در آن بازی کرده‌است می‌توان به تیم ترک-سگافردو و اسپورت فلاندر-بالوزه اشاره کرد.